# Encephalartos ghellinckii
Encephalartos ghellinckii är en kärlväxtart som beskrevs av Lem.. Encephalartos ghellinckii ingår i släktet Encephalartos och familjen Zamiaceae. IUCN kategoriserar arten globalt som sårbar. Inga underarter finns listade i Catalogue of Life.

## Bildgalleri

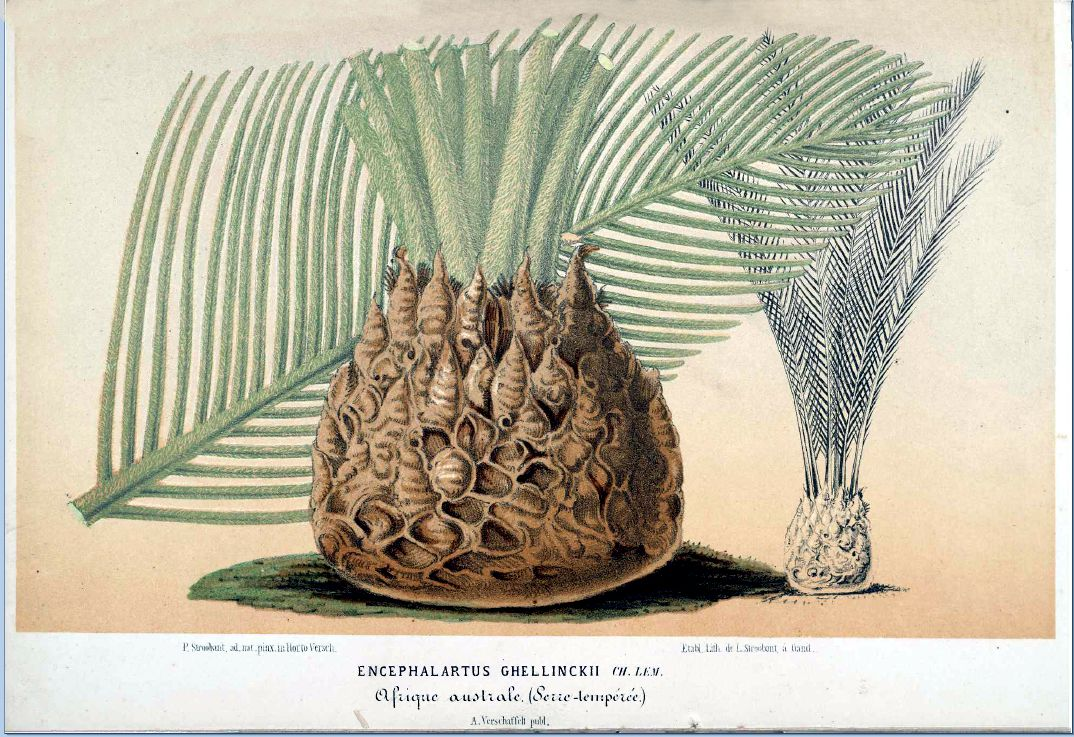
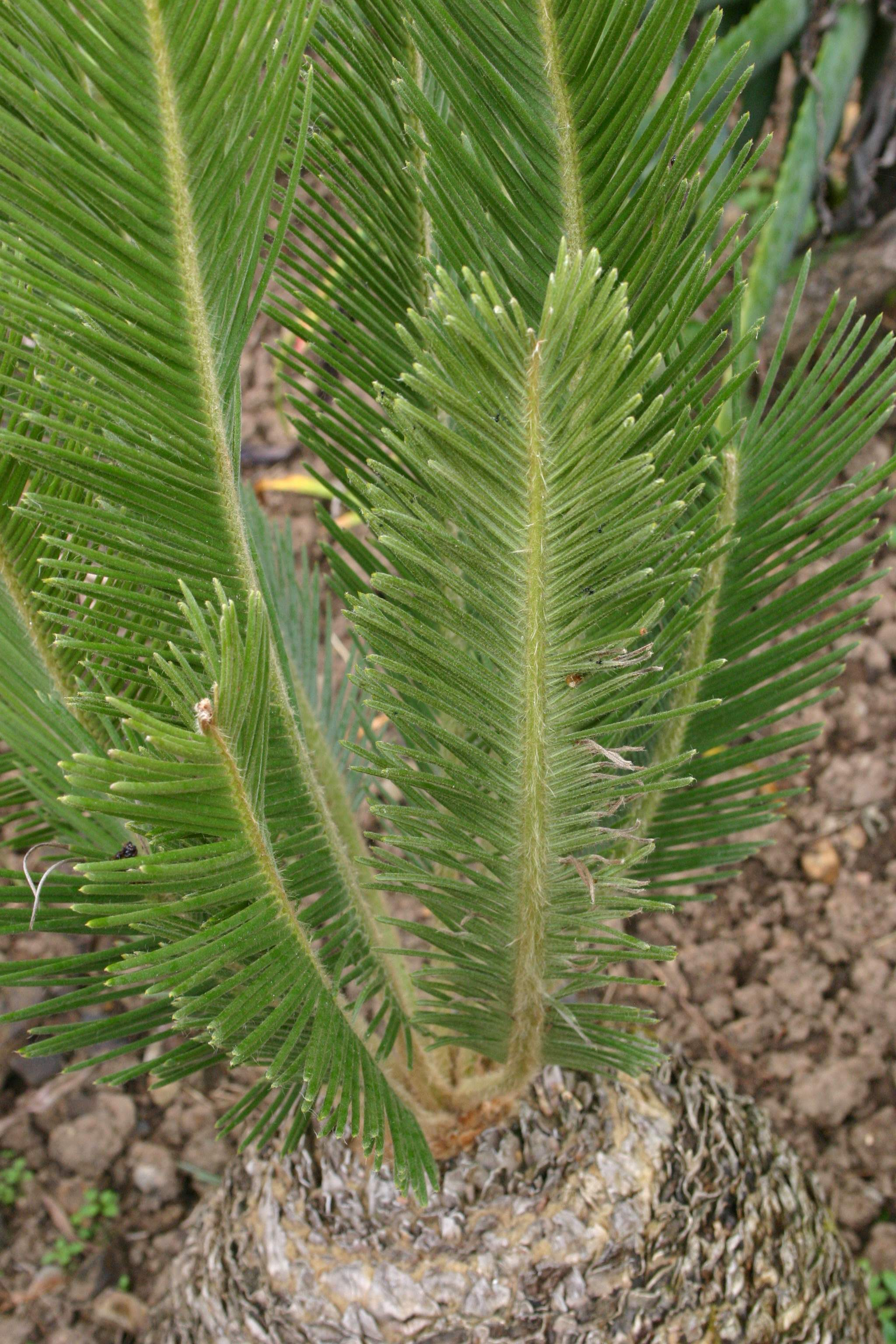